# Ryszard Ronczewski
Ryszard Ronczewski (Puszkarnia, 27 de junho de 1930 – Sopot, 17 de outubro de 2020) foi um ator polonês. Apareceu em mais de setenta filmes de 1954 em diante. Ronczewski morreu de COVID-19 em 17 de outubro de 2020. Tinha 90 anos.

## Filmografia selecionada
| Ano  | Título                                  | Papel | Notas |
| ---- | --------------------------------------- | ----- | ----- |
| 1962 | The Two Who Stole the Moon              |       |       |
| 1969 | Colonel Wolodyjowski                    |       |       |
| 2003 | An Ancient Tale: When the Sun Was a God |       |       |
| 2007 | And Along Come Tourists                 |       |       |
| 2012 | Kaddisch für einen Freund               |       |       |
| 2013 | West                                    |       |       |